# OT-62 TOPAS
Der OT-62 TOPAS ist ein Transportpanzer aus den späten 1950er Jahren, der gemeinsam von Polen und der Tschechoslowakei entwickelt wurde. OT-62 TOPAS steht für tschechisch Obrněný Transportér vzor 62 Transportér Obrněný PÁSový, auf Deutsch: Transportpanzer Modell 62 kettengetriebener Transportpanzer.

## Geschichte
In den späten 1950er Jahren entschied sich die Tschechoslowakei, den BTR-50 in Lizenz zu produzieren. Dazu wurden die Lizenzrechte des BTR-50 gekauft. Anfang der 1960er-Jahre wurde die Produktion aufgenommen und 1963 die ersten Exemplare an die tschechoslowakischen Streitkräfte ausgeliefert. Zur selben Zeit erhielt die polnische Armee die ersten Panzer. Auf den ersten Blick unterscheidet sich der OT-62 kaum vom sowjetischen BTR-50PK bzw. dem Kommandofahrzeug BTR-50PU model 2. Trotzdem bestehen zwischen den BTR-50-Varianten und dem OT-62 einige wesentliche Unterschiede, wie zum Beispiel eine höhere Geschwindigkeit des OT-62 im Wasser und auf der Straße, sowie eine vollständig gepanzerte Wanne. Ein charakteristischer Unterschied zum sowjetischen Vorbild ist der zweite Erker an der Fahrzeugvorderseite.

## Einsatz
Der amphibische OT-62 wurde von der polnischen 7. Küstenverteidigungsdivision, bei der bereits der PT-76 im Einsatz war, verwendet. Zudem wurde das Fahrzeug in weitere Länder des Warschauer Pakts exportiert, wie beispielsweise Bulgarien. Weiterhin fand ein Export nach Ägypten, Indien, Irak, Libyen, Marokko, Syrien und in den Sudan statt. Von der israelischen Armee im Sechstagekrieg erbeutete syrische und ägyptische OT-62 wurden mit einem MG FN MAG nachgerüstet und weiterverwendet.
In größeren Stückzahlen fand der OT-62 in den Golfkriegen von 1980, 1990 und 2003 Verwendung.

## Versionen

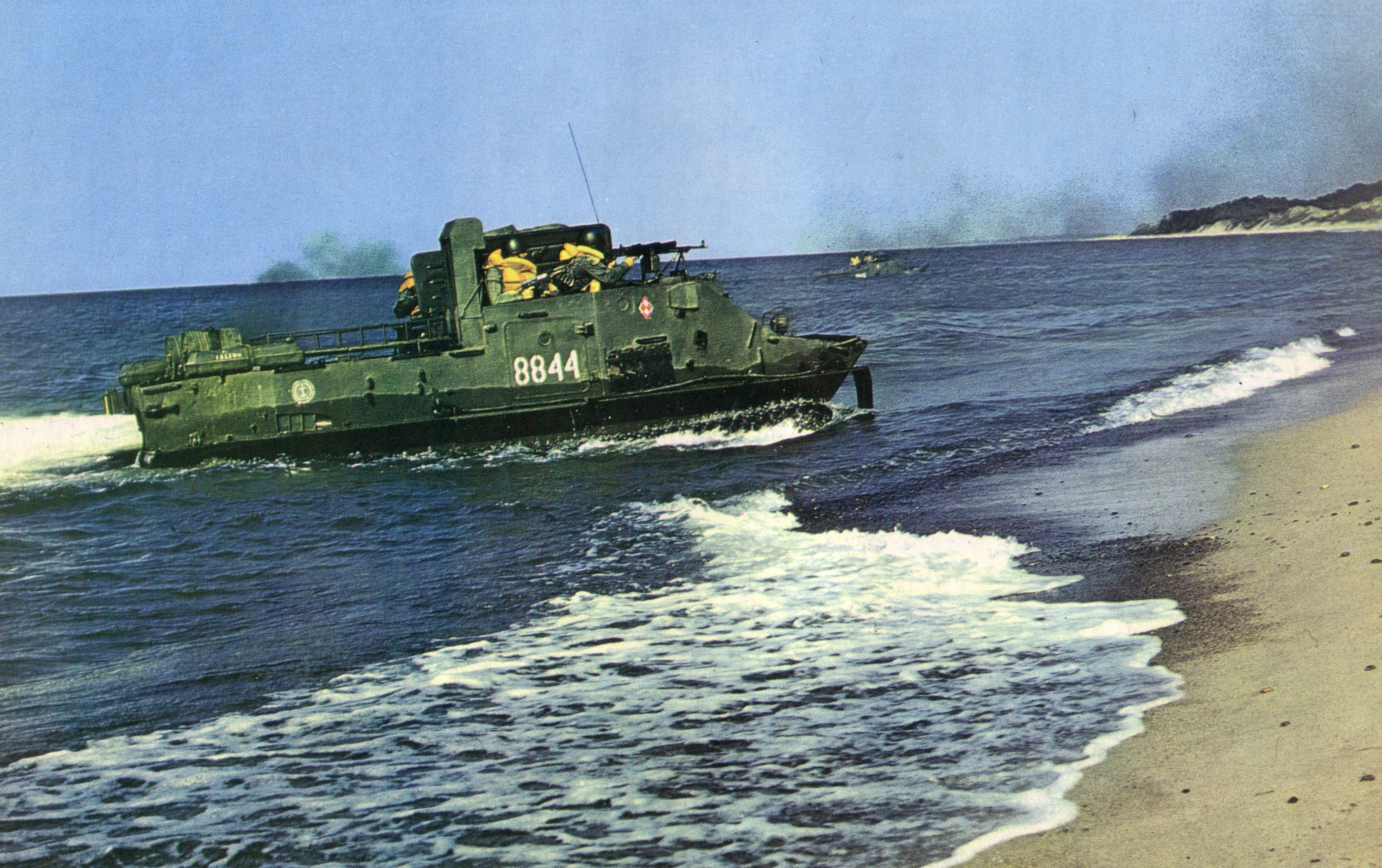
Ein polnischer TOPAS-2AP bei einer amphibischen Landungsübung

Der Transportpanzer OT-62 TOPAS erschien in vielen unterschiedlichen Versionen und Varianten. Fast jeder Staat, der dieses Fahrzeug beschaffte, modifizierte es gemäß eigener Einsatzvorstellungen. Im Folgenden sind die gängigen und am weitesten verbreiteten Versionen dargestellt:
- OT-62A (TOPAS)
- OT-62B (TOPAS-2A)
- OT-62C (TOPAS-2AP)
- WPT-TOPAS: Bergepanzer